# ヒドロコルチゾン
ヒドロコルチゾン(Hydrocortisone)は、副腎皮質ホルモンのコルチゾールが医薬品として販売される際の成分名。急性副腎不全、先天性副腎過形成症、高カルシウム血症、甲状腺炎、関節リウマチ、皮膚炎、気管支喘息、慢性閉塞性肺疾患に使われる。口腔、外用、または注射で利用できる。長期にわたって使用してから中止する際は、ゆっくりやめていく。ステロイド外用薬では日本での格付け5段階中4の酪酸プロピオン酸ヒドロコルチゾン（商品名パンデル）、2のミディアムの医薬品ヒドロコルチゾン酪酸エステル（商品名ロコイド）。
副作用には、気分の変動、感染症の危険性の増加、浮腫がある。長期的な使用による一般的な副作用には骨粗鬆症、腹痛、身体虚弱、痣、カンジダ症がある。妊婦における使用の安全性は不明。抗炎症作用と免疫抑制作用が作用する。
ヒドロコルチゾンは1955年に発見された。
WHO必須医薬品の一覧に収載されている。一般医薬品も利用できる。

## 薬理
ヒドロコルチゾンは、口腔からの投与、静脈内注射、外用薬としてのコルチゾールのための薬理学用語である。

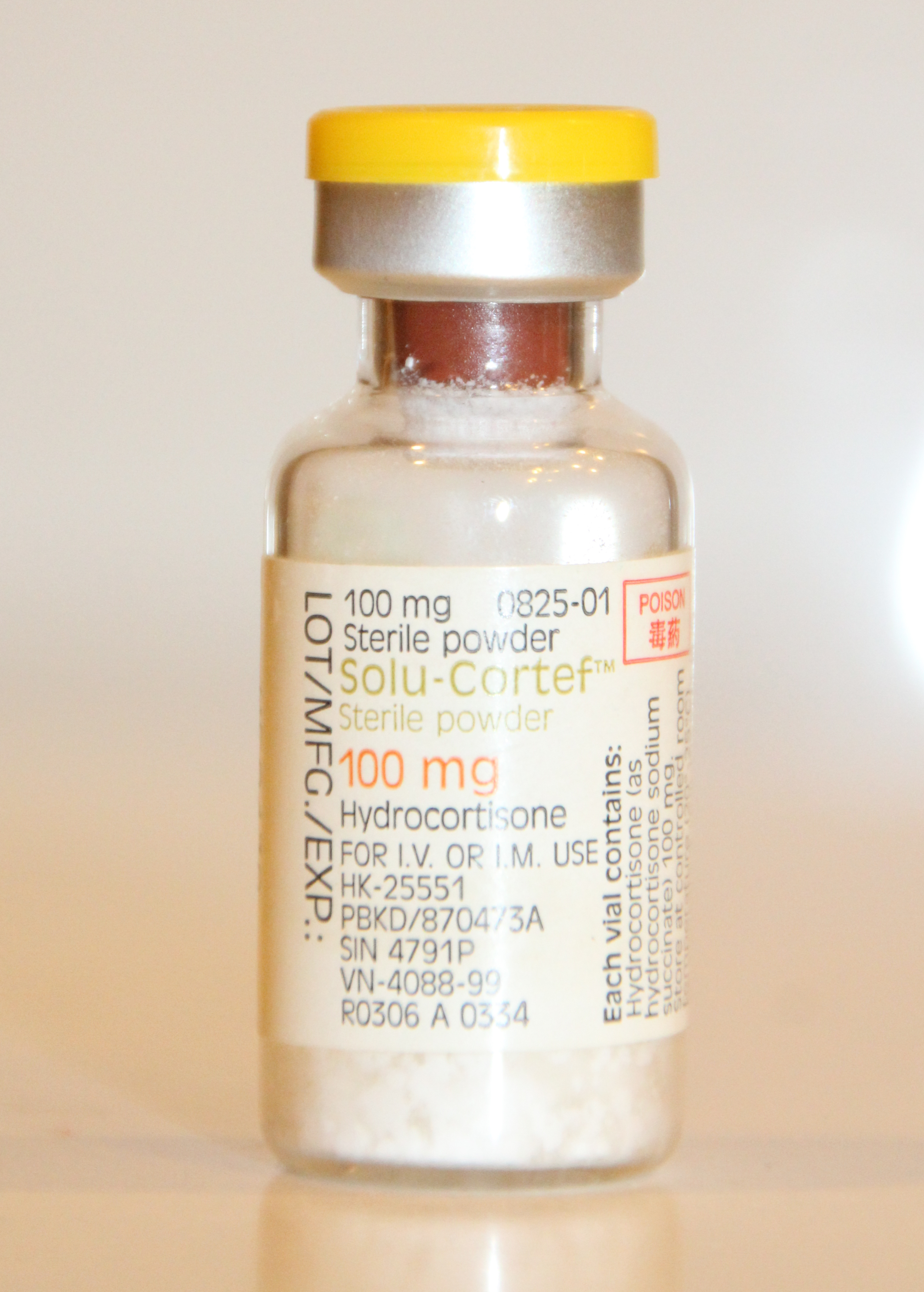
ヒドロコルチゾンの注射薬
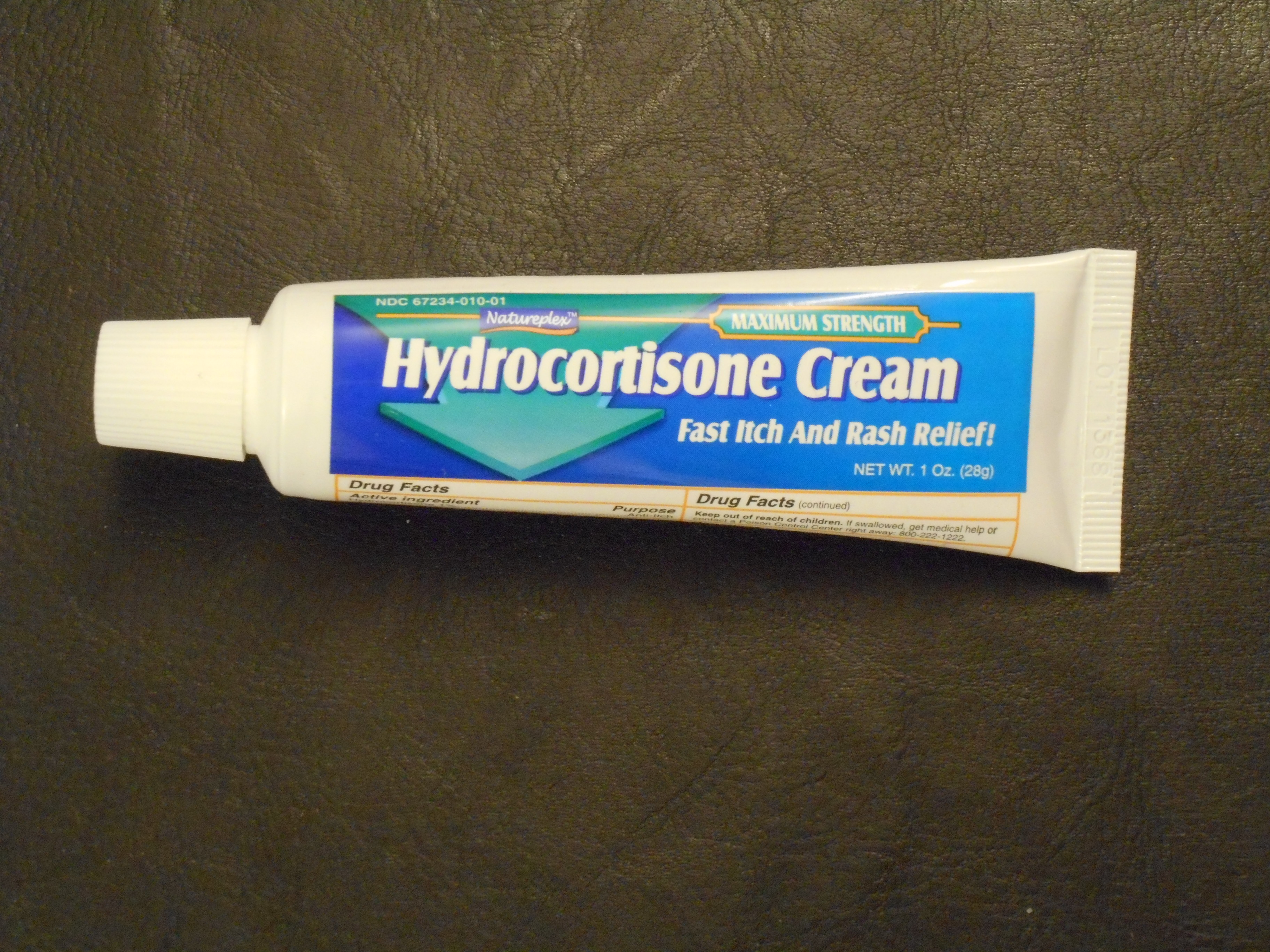
ヒドロコルチゾン軟膏（ステロイド外用薬）

ステロイド外用薬としては、日本での格付けで5段階中4ベリーストロングの酪酸プロピオン酸ヒドロコルチゾン（商品名パンデル）、2のミディアムの医薬品ヒドロコルチゾン酪酸エステル（商品名ロコイド）がある。外用薬では吸収率の高い部位、頬、頭、首、陰部では長期連用しないよう注意し、顔への使用はミディアム以下が推奨される。病変の悪化あるいは変化なしでは中止する必要がある。全米皮膚炎学会によれば、ステロイド外用薬離脱の危険性を医師と患者は知っておくべきで、強いステロイドの連用は2週間までとしその後少しずつ減らしていき、効力に関わらず2-4週間以上は使用すべきではない。
ヒドロコルチゾンと比べて、プレドニゾロンの抗炎症性は約4倍強く、デキサメタゾンでは約40倍強い。プレドニゾロンはコルチゾールの代わりになり、用量において（抗炎症性ではなく）コルチゾールの約8倍強い。

### タンパク質結合性
多くの血中のコルチゾールはコルチコステロイド結合グロブリン (CBG) と血清アルブミンといったタンパク質に結合している。遊離コルチゾールは、細胞膜を容易に通過し、細胞内のグルココルチコイド受容体に結合する。